# Анархізм в Африці
 
Анархізмом в Африці  зазвичай описують, як і анархічні політичні організації деяких традиційних африканських суспільств, так і сучасні анархічні рухи в Африці.

## «Анархічні елементи» в африканських культурах
Сем Мбах та І. Е. Ігарівей у своїй книзі «Африканський Анархізм: Історія Руху» стверджують, що:
|  | Більшою чи меншою мірою всі ... традиційні африканські суспільства виявляли «анархічні елементи», які, при детальному розгляді, щопідтверджують той факт, що уряди існували не завжди. Вони є недавнім явищем і, отже, вони не були завжди у людському суспільстві. Хоча деякі «анархічні» риси традиційних африканських суспільств існували в основному в минулому, деякі з них залишаються яскраво вираженими і на сьогоднішній день. |

Причиною, чому традиційні африканські суспільства зазвичай характерні наявністю "анархічних елементів", є те, що вони мають відносно горизонтальну структуру влади та в деяких випадках, відсутність соціальних класів. Крім того, лідерство старійшин не є одним з органів державної влади, які характеризують сучасну державу. Однак велике значення надавалося традиційним і «природним» цінностям. Наприклад, хоча не існувало законів проти зґвалтування, вбивства та подружньої зради, особа, яка вчинила ці дії, переслідувалася разом із її родичами. Інколи застосовувався принцип колективної відповідальності.
Поділ на соціальні класи вже існував в деяких африканських цивілізаціях (таких як Нубія, Єгипет, Аксум і Королівства Хауса ) протягом тисячоліть, але процеси соціального розшарування прискорилися з початком п’ятнадцятого століття.

## Сучасні анархічні рухи

### Алжир
Створення першого прапора Алжиру  часто приписують французькій анархо-синдикалістці Емілі Бюскван. Анархіст та анти-колоніальний діях П'єр Морен  був першою людиною у Франції, яку заарештували за публічну підтримку незалежності Алжиру.

### Ангола
Починаючи з 1890-х років, Ангола стала притулком для анархістів, депортованих португальською владою, що, можливо, спричинило збільшення синдикалістського руху в колонії. Після Португальської революції (1926) португальські анархісти взяли участь у невдалому повстанні проти нової військової диктатури, після чого діяльність Загальної конфедерації праці (ЗКП) була оголошена поза законом. В результаті чого, в жовтні 1927 року лідер ЗКП Маріо Кастеляно був депортований до Анголи, де він прожив два роки, а потім повернувся до Португалії. На хвилі португальсього страйку 1934 року Друга Португальська Республіка  створила концентраційний табір на північному березі річки Кунене, куди було депортовано деяких анархо-синдикалістів, які брали участь у страйку.
Під час Війни за незалежність Анголи багато ангольців почали розвивати анти-авторитарні системи «народної влади», борючись проти португальської колоніальної влади. Однак, як тільки Ангола досягла своєї незалежності після Революції гвоздик, люди були роззброєні новим урядом МПЛА, який офіційно прийняв марксизм-ленінізм як свою ідеологію та замінив зароджувану «народну владу» однопартійною системою, що призвело до громадянської війни в Анголі.. МПЛА почала зарештовувати діячів лівої опозиції, включаючи маоїстів, троцькістів та анархістів, і розганяти страйки робітників, які вимагали підвищення зарплати та кращих умов праці. У 1977 році боротьба за владу між помірними МПЛА (на чолі з Агоштінью Нето ) і радикалими (на чолі з Ніто Алвесом ) завершилася спробою державного перевороту, після чого відбулася чистка  радикалів з рядів партії, а влада була централізована навколо МПЛА.

### Чад
В часи  Другої світової війни багато іспанських республіканців служили у складі Групи пустельної глибинної розвідки і Французького іноземного легіону під час північноафриканської кампанії. 13 травня 1943 року у Чаді  з цих іспанських добровольців, серед яких було багато анархістів, була створена 9-та рота Régiment de marche du Tchad. У вересні 1943 року рота була передислоковувана до Марокко, а потім до Великої Британії. Рота продовжувала воювати на фронті у складі 2-ї бронетанкової дивізії, та взяла участь в битві за Нормандію та  у звільненні Парижа.

### Єгипет
Перший анархічний рух в Єгипті виник наприкінці дев'ятнадцятого століття, але зазнав краху в 1940-х роках. Рух було відновлуно на початку 2010-х років.
Рух відновив світову популярність, коли ряд анархістських груп взяли участь у єгипетській революції 2011 року, а саме Єгипетський лібертаріанський соціалістичний рух і «Чорний прапор». Анархісти в Єгипті часто зазнавали нападів з боку військового режиму та Братів мусульман. 7 жовтня 2011 року Єгипетський лібертаріанський соціалістичний рух провів свою першу конференцію в Каїрі.

### Есватіні
У 2003 році Анархо-комуністичний фронт Забалаза (АКФЗ)  розпочали підпільну діяльність на території Есватіні.До організації приєдналися члени Свазі. АКФЗ почав відкрито підтримувати продемократичний рух та популяризувати анархічні ідеї серед молоді, деякі члени навіть працювали в Молодіжному конгресі Свазіленду (МКС). 1 жовтня 2005 року вісім членів МКС, включаючи члена АКФЗ Мандлу Хозу, були заарештовані під час протестів проти репресій щодо продемократичної опозиції в Манзіні.
На початку 2006 року продемократичні бойовики здійснили 17 терактів державних об'єктів. Кілька демократичних активістів були заарештовані та засудженно за державну зраду, а стаття в Times of Swaziland звинуватила АКФЗ у нападі на поліцейську машину під час демонстрації в Манзіні. ЗАКФ заперечило це звинувачення, опублікувавши заяву для Times, у якій вони висловили свою підтримку продемократичного руху та заявили, що свазійське відділення АКФЗ не брало участь у теракті. Згодом АКФЗ відзначили появу бажання до збройної боротьби в продемократичному русі, але вони вважали, що це не є надійним варіантом досягнення своїх цілей, натомість вони запронували створення масового руху для економіки спільної участі, не виключаючи при цьому створення отрядів самооборони.
На конгресі АКФЗ у грудні 2007 року було вирішено змінити структуру організації та створити окрему секцію Есватіні як власну автономну групу. Після чого члени МКС заснували анархістський навчальний гурток у Сіпхофанені, організовувавши транспортування анархістських матеріалів із Південної Африки до Есватіні. У цей час Мандла Хоза також намагався реалізувати один зі своїх проектів, але діяльність у наступні роки була обмеженою через погані умови життя багатьох продемократичних активістів. 2008 рік, який PUDEMO оголосив роком демократизації, пройшов без жодних демократичних реформ.

### Ефіопія
У 1960-х роках студенти Аддіс-Абебського університету почали протестувати проти абсолютної влади Хайле Селассіє I, заснувавши у 1966 році Союз студентів університету Аддіс-Абеби (ССУАА) для координації кампанії, організованою Конфедерацією профспілок Ефіопії (КПЕ) , яка завершилася  страйком на початку 1974. Ця кампанія проти влади монарха зрештою призвела до державного перевороту та встановленням влади військової хунти, відомою як Дерг, що закінчило існування Ефіопської імперії, на місці якох було створено марксистсько-ленінську державу з однопартійною системою. Під час Червоного терору Дерг використовували термін «анархіст» як опис багатьох своїх ворогів, розпочавши чистку«анархістів» в Ефіопії. Деякі  з більш радикально налаштованих ефіопських студентів, які вважали себе справжніми членами ефіопської революції, почали називати Дерг «фашистами» після того, як ряд студентів були заарештовані, а деякі були звинуваченні в анархійській діяльності через протидію програмі земельної реформи.
У 2020 році було створено колектив «Анархісти Африканського Рогу»  для поширення анархістських ідей по всьому Африканському Рогу, зокрема в Ефіопії та в ефіопській діаспорі. «Анархісти Африканського Рогу» брали активну участь у антивоєнній кампанії під час Тиграйської війни, яку вони описали як «геноцид» , описавши її як продукт зростання популярності націоналізму та політичного здвигу вправо за часів правління Абія Ахмеда і Партії процвітання.

### Гвінея-Бісау
Між Х і XIV ст. народ Баланте з Північно-Східної Африки вперше вступив на землю сучасної Гвінеї-Бісау, тікаючи від посухи та воєн. У XIX ст. плем’я Баланте чинило опір експансії імперії Каабу, за що їм дали назву, яка мовою мандінка буквально перекладається як «ті, хто чинить опір». Баланте організувало своє суспільство без громадянства та без соціального розшарування, з радами старійшин, які вирішували повсякденні справи. Вони також практикували гендерну рівність,наприклад жінки Баланте мали право власності на те, що вони самі виробляють. Майно і земля здебільшого є спільними для Баланте, причому деяка особиста власність була дозволена для ведення натурального господарства, а засоби виробництва належали окремим особам та їхнім родинам.
У 1885 році на Берлінській конференції вся територія Гвінеї-Бісау була фактично окупована Португальською імперією , яка раніше контролювала лише кілька поселень у цьому регіоні. У 1890-х роках була створена Португальська Гвінея як окремий військовий округ, щоб посилити владу Португалії, яка почала накладати податки на корінне населення та надавати концесії іноземним компаніям для фінансування своєї окупації. Протягом цього часу Гвінея-Бісау також частково використовувалася як виправна колонія для анархістів, засланих португальською владою. Опір корінного населення колоніальному правлінню тривав і в XX ст.. Ще додержавного перевороту 28 травня 1926 року та встановлення військової диктатури в Португалії, вже більша частина Гвінеї-Бісау була окупована, а населення - оподатковане , процес, який був остаточно завершений під час Другої Португальської Республіки в середині 1930-х років.

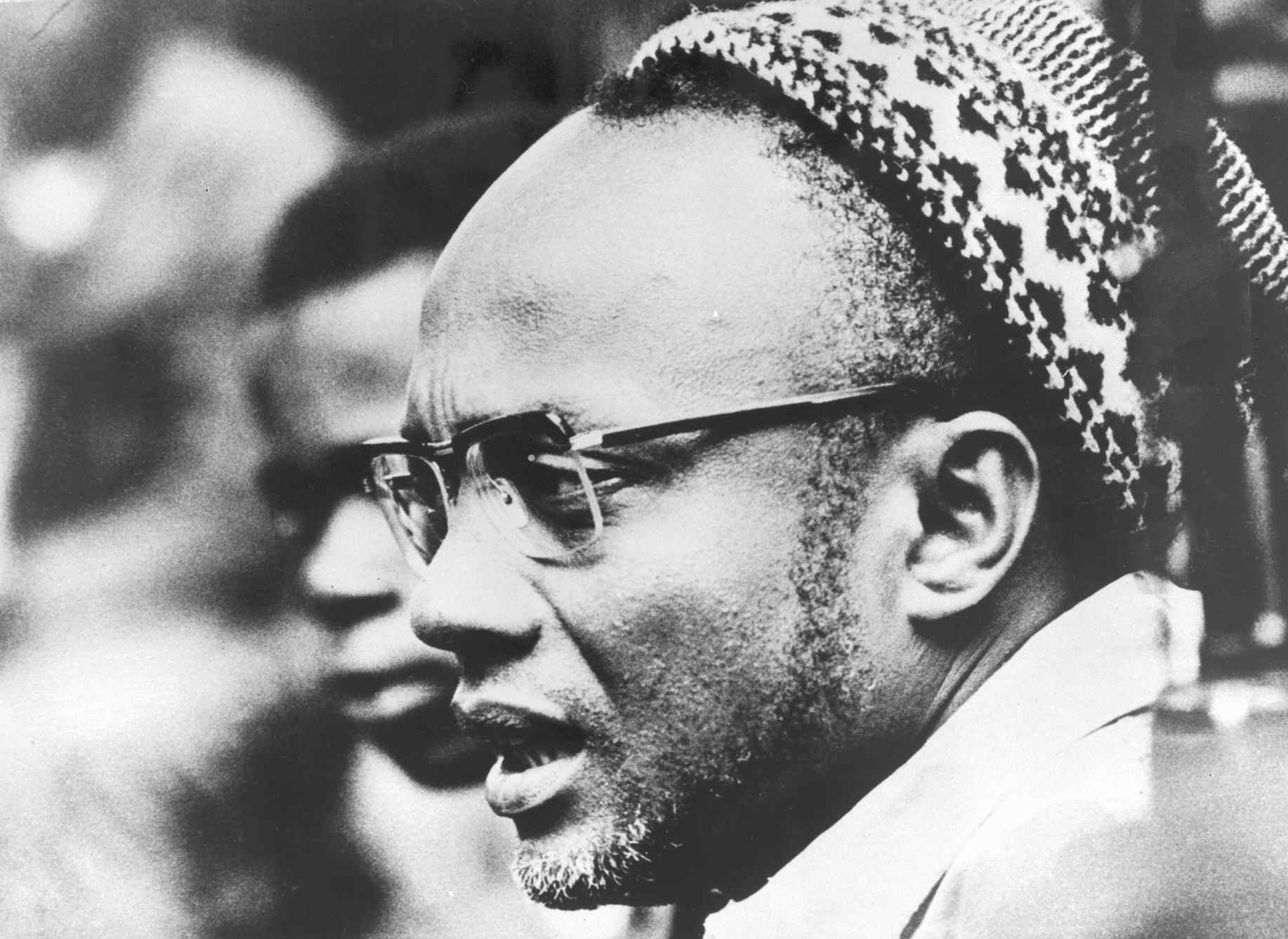
Портрет Амілкара Кабрала, лідера руху за незалежність Бісау-Гвінеї.

У 1950-х роках активіст з Бісау-Гвінеї Амілкар Кабрал розпочав  протестувати проти Другої Португальської Республіки, виступаючи за незалежність африканських колоній Португалії. Він створив Африканську партію незалежності Гвінеї та Кабо-Верде (ПАІГК), щоб координувати боротьбу за незалежність, хоча він наполягав на тому, що партія «не є системою вождів», натомість партія базувалася на анти-елітарних та анти-бюрократичних ідеях, на відміну від авангардизму. Влада належала органам самоврядування - сільським комітетам, які регулярно переобиралися, а не партійним чиновникам . «Ми не хочемо ніякої експлуатації в наших країнах, навіть з боку чорношкірих» - заявляв Кабрал. У 1963 році боротьба за незалежність переросла у Війну за незалежність Гвінеї-Бісау, в якій Революційні збройні сили народу (ФАРП) вели партизанську війну проти португальської колоніальної влади. ФАРП  складалися з добровольців, які не отримували зарплатню, і не мав чіткої ієрархічної структури, натомість командування було децентралізовано, наскільки це було можливо. Стівен П. Хелбрук, вражений цією децентралізацією, назвав Кабрала «одним із великих лібертаріанців нашої епохи», хоча ця характеристика лібертаріанського соціаліста є досить спірною.

### Кенія
За народними переказами, народом кікуйю колись правив деспотичний король, який був скинутий під час повстання, після чого було запроваджено демократичну систему замість монархії. Таким чином була заснована церемонія Ituĩka, традиція, за якою стара гвардія передавала владу над суспільством наступному поколінню, щоб уникнути встановлення диктатури. Пізніше кікую жили за системою соціальної рівності, без класового чи гендерного розшарування, де федерація рад керувала всіма прошарками суспільство. Але з приходом Імперської британської Східно-Африканської компанії та заснуванням Протекторату Східна Африка нова британська колоніальна влада повернула централізовану автократичну систему і призначила вождів правити народом кікую. Остання церемонія Ituĩka відбулася у 1898 році, коли було передаго владу від покоління «Мейна» до покоління «Мванг»  Наступна запланована церемонія Ituĩka була зрештою зірвана британською колоніальною владою, яка утвердила своє правління над кікую створенням колонії Кенія

На початку XX ст. Рух Гадар заручився підтримкою індійських емігрантів у Кенії  та залишався активним аж до здобуття Індією незалежності.

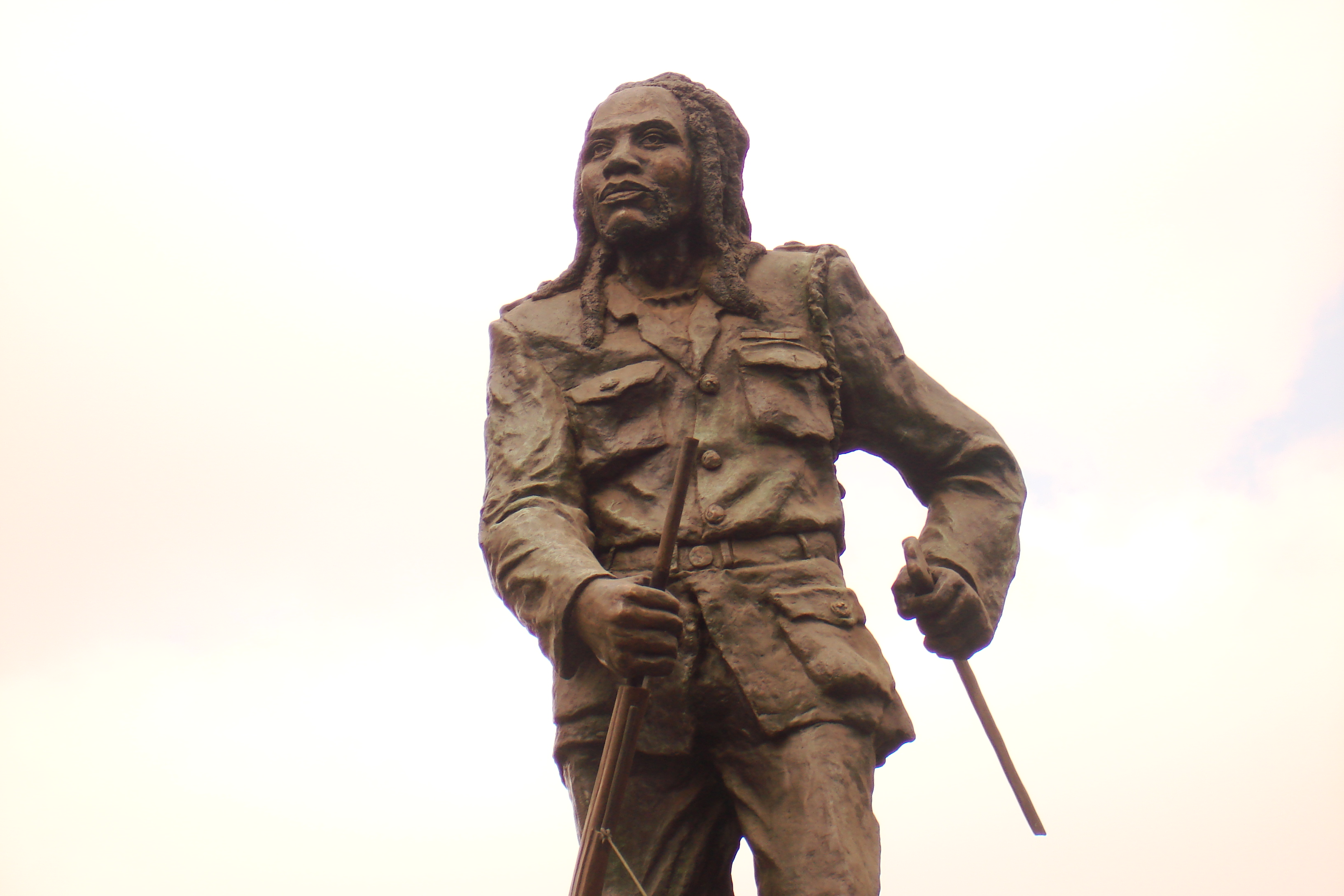
Статуя борця за свободу Мау Мау Дедана Кіматі.

У 1952 році спалахнуло повстання Мау Мау, під час якого Армія землі та свободи Кенії (КЛФА) повстала проти влади Британської імперії в Кенії, борючись за незалежність Кенії. КЛФА була значною мірою децентралізованою, бойові дії вели окремі місцеві групи, реорганізовуючи систему, яка була знищина колоніальною владою. 21 жовтня 1956 року - лідера повстання Дедана Кіматі  було захоплено, що означало поразку Мау Мау. Проте боротьба тривала до моменту здобуття Кенією незалежності від Великобританії. Повстання Мау Мау було описане Стівеном П. Хелбруком як «вираження століть анархізму та опору авторитаризму народом кікуйю» , хоча не всі згодні з цим описом події.
Народна опозиція владі арапу Мої зрештою добилася демократизації країни в 1992 році. На загальних виборах у Кенії 2002 року перемогла  Національної райдужної коаліції. Користоючись можливістю,групи лівих почали знову з’являтися по всій Кенії. Частково під впливом матеріалів анархістського комуністичного фронту Забалази  у 2003 році було створено Антикапіталістичну конвергенцію Кенії (АККК) - коаліцію кенійських анархістів і соціалістів. у 2004 році  був створений Коллектив Wiyahti  - як  виключно анархістська секція АККК,.ЗАКФ також встановив контакт з активістом Wiyathi Талалом Кокаром.

### Лівія
Італійські анархісти були відомі за їх протести проти італійського вторгнення до Лівії та іхню участь в антивоєнній кампанії проти експансіонізму Італійської імперії. Під час цієї кампанії матрос-анархіст Аугусто Мазетті застрелив полковника, коли він робив промову перед солдатами, що вирушали до Лівії.Після чого Аугусто Мазетті крикнув «Геть війну! Хай живе анархія!». Анархісти також організовували демонстрації та страйки, блокуючи війська, що вирушали до Лівії.
Нігерійський анархіст Сем Мба виявив деякі анархічні елементи в Третьій міжнародній теорії, запропонованій у Зеленій книзі Муаммара Каддафі, зокрема в концепції Джамахірії. Влада Великої Соціалістичної Народної Лівійської Арабської Джамахірії офіційно заявила, що Лівія - країна з прямою демократією без будь-яких політичних партій , де всі важливі рішення безпосередньо схвалюються народом через місцеві народні ради та комуни (називаються Основними народними конгресами ). Влада зневажала ідею національної держави, натомість існували  племінні зв’язки, навіть у  національній армії. Однак Мбах зазначив, що ці принципи  «більше порушувалися, ніж застосовувалися на практиці» , розкритикувавши низький рівень прав людини лівійського уряду.

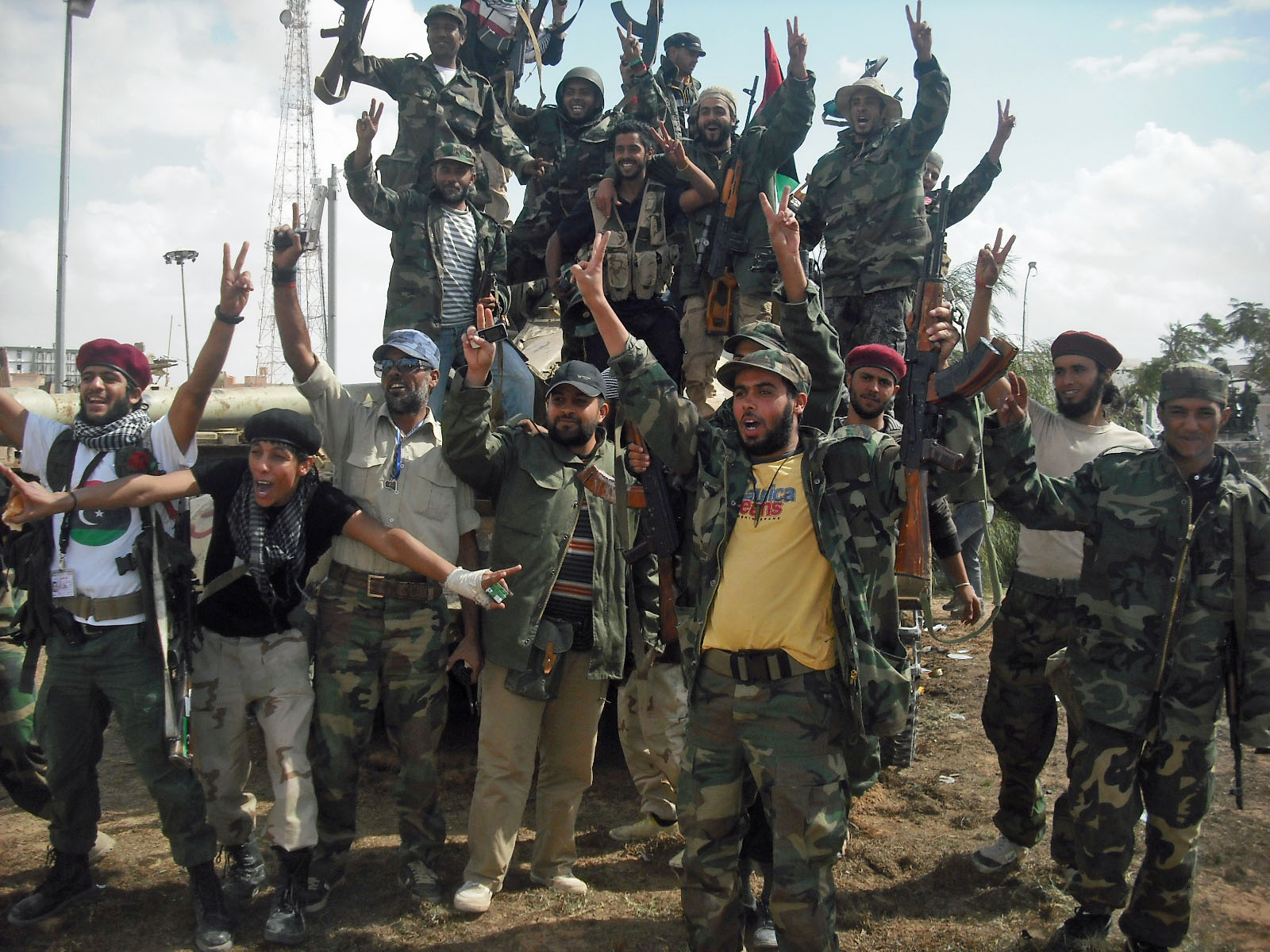
Лівійські повстанці після входу в місто Бані-Валід.

Лівійські повстанці під час Першої громадянської війни в Лівії були відомі за використання анархічних методів в організації сли для ведення бойових дій. До них входилидецентралізація - повсякденне життя на контрольованій повстанцями території в основному координувалося місцевими радами, які були створені в різних містах Лівії після спалаху конфлікту, і префігуративна політика - молоді волонтери організовували донорство крові, створення продовольчих банків, а також збір і розподіл речей першої необхідності. Роль лівійських народних комітетів високо оцінив сирійський анархіст Мазен Камалмаз, який стверджував, що вони повинні сформувати фундамент для нової прямої демократії в Лівії, а не просто діяти під час переходу до нового режиму.
Лівійський анархіст Сауд Салем був одним із тих, хто засудив Резолюцію Ради Безпеки ООН 1973, яка забороняла авіаудари по Лівії. Також він відкинув варіант іноземного втручання з боку таких держав НАТО, як Франція, Сполучене Королівство та Сполучені Штати, навпаки він вимагав, щоби повстанці змогли «вирішити проблему з Каддафі самостійно». Цю ідею було підтримано анархістами з усього світу, які також засудили втручання НАТО в Лівію, заперечуючи їхні «добрі» наміри допомогти.

### Мадагаскар
У 1980-х роках МВФ запровадив політику жорстокої економії на Мадагаскарі . Результатом чого стало  виведення поліції, військових і урядових чиновників із більшої частини регіону Мадагаскарського нагір'я. Коли антрополог Девід Гребер відвідував регіон, він описав анархістську спільнуту в Арівонімамо, де рішення приймалися методом знаходження консенсусу, що, очевидно, призвело до дуже низького рівня злочинності.

### Марокко
Анархізм у Марокко бере свій початок з федералізму, який практикували громади берберів у доколоніальному Марокко. Під час громадянської війни в Іспанії марокканські націоналісти встановили зв'язок з іспанськими анархістами, з надією, що це допоможе розпалити національно-визвольну війну проти іспанських колонізаторів, але ця спроба не увінчалася успіхом. Незважаючи на швидке створення анархістського руху в післявоєнному Марокко,він був придушений новою владою . Рух знову виникнув в 21 столітті.

### Мозамбік
У 1890-х роках Королівство Португалія почало засилати анархістів до в'язниць португальського Мозамбіку. Одним із цих в’язнів-анархістів- був друкар Хосе Естевам. Після звільнення Естевама з в'язниці на початку 1900-х років він створив Революційну лігу (РЛ) у Лоренсо Маркесі, яка стала першою відомою анархістською організацією в країні. До 1920-х років анархо-синдикалістські ідеї поширилися серед профспілок Мозамбіку, які були союзниками Загальної конфедерації праці (КГТ). Але в результаті державного перевороту 28 травня 1926 року та встановлення військової диктатури в Португалії, влада над Мозамбіком опинилася в руках військових. Згодом диктатура знищила зачатки робітничого руху в Мозамбіку, у процесі, який завершився створенням Другої Португальської Республіки.

### Нігерія
Анархізм у Нігерії сягає своїм корінням різних бездержавних суспільств, які населяли доколоніальну Нігерію, зокрема народу ігбо. Під час панування Британської Імперії над Нігерією революційний синдикалізм став основною ідеалогією борців за незалежність , хоча після здобуття країною незалежності профспілковий рух став менш радикальним та зайняв більш реформістський підхід. Сучасний нігерійський анархістський рух утворився із членів лівої опозиції військовій диктатурі наприкінці 1980-х років, що призвело до створення анархо-синдикалістської Ліги обізнаності.

### Сенегал
У 1981 році соціалістичний політик Абду Діуф змінив Леопольда Седара Сенгора на посаді президента Сенегалу та взяв на себе обов'язок керувати процесом переходу країни до багатопартійної системи. Це нове середовище політичного плюралізму дало можливість анархізму стати відомим в народі. Сенегальські анархісти створили Анархістську партію за індивідуальні свободи в Республіці (ПАЛІР) на конгресі в Горе, проголосивши, що їхня мета - створення лібертаріанського соціалістичного суспільства, засноване на принципах децентралізації, федералізму, спільної власністі на засоби виробництва та прямої демократії. Концепція лібертаріанського соціалізму ПАЛІР була створена під натхнення традиційних суспільств народів Лебу та Баланте, які були організувані без соціальних класів чи вождів племен. Невідомо, що сталося з ПАЛІР у наступні роки через недостатню кількість досліджень анархізму в Африці.

### Сьєрра-Леоне
З поваленням соціалістичної Першої Республіки Сьєрра-Леоне в результаті державного перевороту та початком громадянської війни в Сьєрра-Леоне різні угрупування почали змагатися за контроль над алмазодобувною промисловістю країни. Погані умови праці на алмазних родовищах зрештою сприяли підйому популярності Сьєрра-Леонеського відділення Індустріальних робітників світу (ІВВ). На чолі з Брайтом Чікезі ІВВ стали особливо активними серед шахтерів, об'єднавши під своїм прапором приблизно 3240 робітників. Вони фінансували свою діяльність за рахунок добування алмазів, а також отримували додаткову фінансову допомогу та літературу від відділень ІВВ у Великій Британії. Однак у 1997 році Революційна рада збройних сил в результаті військового перевороту  захопила владу над країною  та почала грабіж шахтарів, змусивши багатьох бійців ІВВ тікати до Гвінеї, де вони намагалися  реорганізуватися спираючись на підтримку гвінейських шахтарів. В результаті перевороту міжнародна ІВВ втратила контакт з місцевим делегатом у Сьєрра-Леоне.

### Південна Африка
Історія анархічного руху в Південній Африці бере свій початок в 1880-х роках, коли англійський анархіст оселився у Порті-Елізабет у тодішній Капській колонії. Анархісти відігравали важливу роль у Соціал-демократичній федерації (СДФ), заснованій у 1904 році у Кейптауні та відкритій для соціалістів усіх переконань. Першою виключно анархістською організацією була революційно-синдикалістська Міжнародна соціалістична ліга (МСЛ), що була заснована в Йоганнесбурзі в 1915 році. Вона створила філії майже на всій території Південної Африки, за винятком західної Капської протоки, де анархісти відокремилися від СДФ і сформували Промислову соціалістичну лігу (ПСЛ). За взаємною згодою ПСЛ діяла лише в західній частині Кейп, тоді як МСЛ діяла в решті країни. ПСЛ та МСЛ продовжили організацію першої профспілки серед робітників у Південній Африці - Промислові робітники Африки (ПРА), створених за зразком Промислових робітників світу (ПРС). </link>
Натхненні переможною робітничою революцією в Росії в 1917 році, МСЛ і ПСЛ стали частиною Комуністичної партії Південної Африки (КППА) після заснування останньої в 1921 році. Надавши партії багато відомих діячів, але Комінтерн  наказав вигнати синдикалістську фракцію з партії. Позапартійні синдикалісти, такі як Персі Фішер, брали активну участь у повстанні шахтарів 1922 року в Ренді - загальному страйку, який перетворився на повстання, і рішуче виступали проти расизму більшої частини білих страйкарів. Тим часом ПРА об’єдналася в Профспілку промислових і комерційних робітників (ППКР) у 1920 році, що стало однією з причин, чому ППКР мав синдикалістські риси.
Анархічний рух у Південній Африці відновився лише на початку 1990-х років із заснуванням невеликих анархістських колективів у Дурбані та Йоганнесбурзі. Анархістський революційний рух (АРР) був заснований у 1993 році. У 1995 році його змінила більш тісно організована Федерація солідарності робітників (ФСР). На відміну від АРР, ФСР була організована в традиціях платформізму. У 1999 році через низку причин ФСФ було розпущено. Його наступниками стали "Медіаколектив Бікіша"  (МКБ) і "Книги Забалаза". Вони спільно випустили "Забалза: Журнал революційного анархізму в Південній Африці " та брали активну участь у Антиприватизаційному форумі. 
У 2003 році була заснована платформистська анархо-комуністична федерація Забалза (АКФЗ або ЗабФед), яка залучила МКБ і "Книги Забалаза" (чий журнал "Забалаза" став журналом АКФЗ), а також ряд інших колективів, які були створені в Совето та Йоганнесбурзі включаючи місцеве відділення Анархістського Чорного Хреста. У 2007 році, щоб зміцнити свої позиції, ЗабФед реорганізувала свою структуру та змінила свою назву на   анархічно-комуністичний фронт Забалаза (АКФЗ, або ЗабФронт). Новий АКФЗ є унітарною «федерацією індивідів», на відміну від федерації колективів, як ЗабФед. ЗабФронт нещодавно потрапив під вплив платформізму - ідеї, яка виникла в Federación Anarquista Uruguaya (ФАУ, або Уругвайська анархістська федерація). АКФЗ заявляв, що їхня ціль - поширення синдикалізму в профспілках, але на практиці їхні дії в основному були зосереджені на так званих «нових соціальних рухах», сформованих у Південній Африці у відповідь на невдачі уряду Африканського національного конгресу (АНК) після апартеїду. АКФЗ брав участь у кампаніях Антиприватизаційного форуму (АПФ) і Безземельного народного руху (БНР). Він також співпрацював з Abahlali baseMjondolo та Western Cape Anti-Eviction Campaign. Крім цього,  АКФЗ активно займається організацією семінарів та пропагандою.

### Танзанія

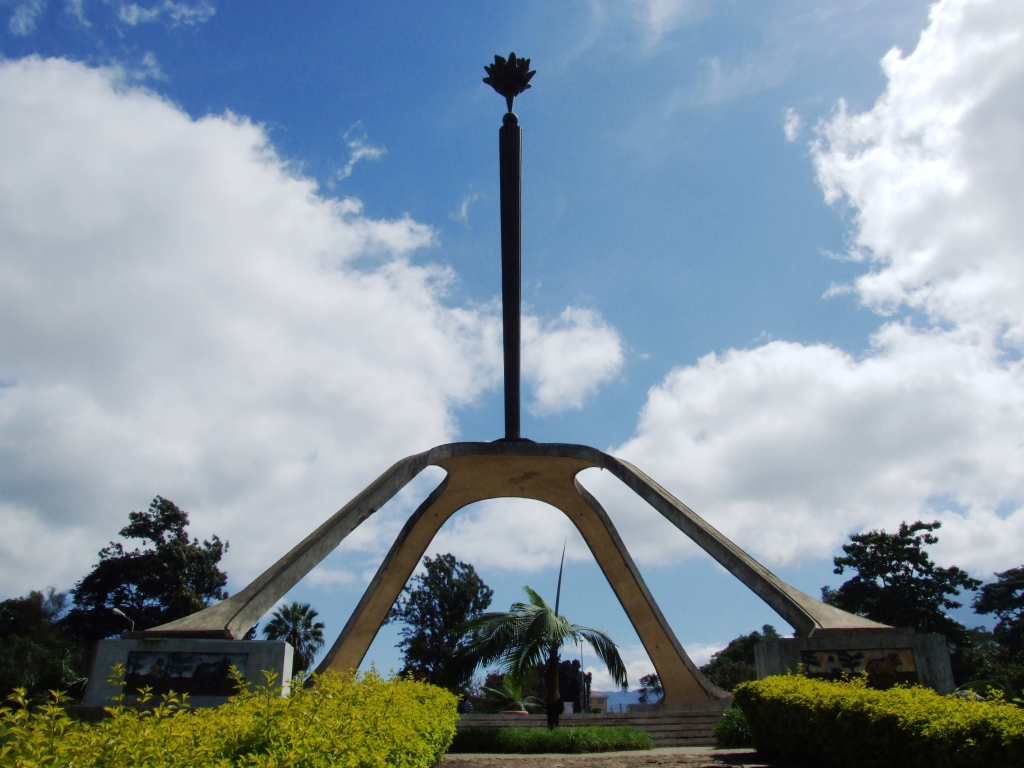
Монумент Арушської декларації, споруджений у 1977 році на честь декларації Ньєрере.

Африканська соціалістична програма Уджамаа, розроблена президентом Танзанії Джуліусом Ньєрере після його Арушської декларації, була описана нігерійським анархістом Семом Мбахом як "беззаперечно анархістська за своєю логікою та змістом". Сільська програма Уджамаа заохочувала селян до самоорганізації в общинні товариства, де засоби  та продукти виробництва були спільними. Хоча  сам Ньєре заявив, що «процвітаючі соціалістичні громади можуть бути створені лише за наявності бажання їх мешканців» , програма Уджамаа зрештою була взята під державний контроль, і  самоврядування було замінено на бюрократію. За дорученням Світового банку влада Танзанії почала встановлювати квоти на виробництво та примусовий продаваж продукції державі за фіксованою ціною. Мбах зазначив, що «корупція та бюрократія — два головні фактори, що призвели до краху програми Уджамаа».
Робітничий контроль також застосовувався на кількох фабриках і в готелях під час страйків з 1972 по 1973 рік через гнів на неефективні профспілки, хоча Юліус Ньєрере спочатку підтримував самоврядування працівників на фабриках, пізніше влада почала наказувати таку ініціативу  їх. Деякі аналітики стверджували, що це було форма кооптації.

### Туніс
Анархізм у Тунісі сягає своїм корінням праць філософа Ібн Хальдуна .Сучасний анархічний рух вперше з'явився в країні наприкінці 19 століття з прибуттям італійських іммігрантів. Новий анархічний рух як налідок  Арабської весни та Революції в Тунісі.

### Уганда
На території Уганди здебільшого панували бездержавні суспільства. Перші держави в Уганді - Кітара та Буганда, що з'явилися у 13 столітті. Після цього  бездержавні суспільства  продовжували існувати в країні, чудовим прикладом є народ Лугбара із Західного Нілу – суспільство садівників, що складалося з децентралізованих сегментів, без вождів чи монархів.
Після Першої війни в Конго анархістське повстання проти влади Йовері Мусевені почалося в горах Рувензорі, що в Західній Уганді. Повстанці очолили Анархістсько-демократичні сили Уганди (УАДФ),  група бойовиків, яка діяла без лідерів.Влада Уганди назвала УАДФ терористичною організацією. Вранці 2 вересня 2000 року УАДФ напали на відділення поліції Нкуко в Кібаале. В результаті нападу загинуло 2 поліцейських та одного було взято в полон. Також  поліцейські було підпалено відділення поліції разом з документами. В такий спосіб УАДФ публічно звернулося до жителів Нкуко з гаслами проти МВФ. УАДФ стверджували, що вони борються за встановлення безкласового суспільства з вільним і рівним розподілом землі та проти корупції та авторитаризму.[джерело?]
Анархісти Уганди критикували парламентську систему в країні та сучасні політичні партії. У 2015 році повідомлялося, що  анархісти Уганди висунили жабу як кандидата на загальних виборах в Уганді 2016 року, як знак протесту проти правлячого Руху національного опору, так і проти опозиційного Форуму за демократичні зміни.

### Замбія

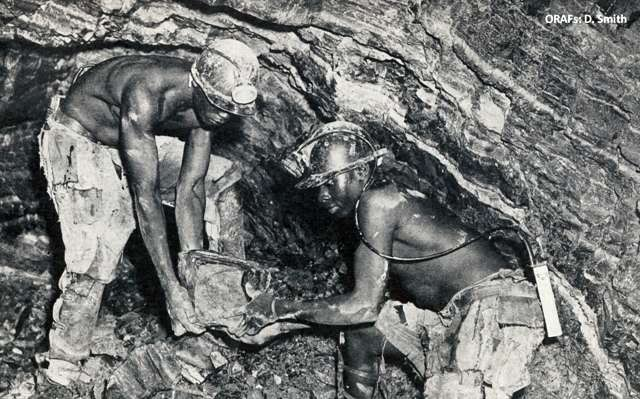
Шахтарі Замбії в 1950-х роках.

Після колонізації територій на північ від річки Замбезі Британською Південно-Африканською компанією на території  Замбії  Британська імперія створила протекторат Північної Родезії. Незадоволенні британським капіталізмом та розвитком великої гірнодобувничої промисловості робітники регіони почали схилятися до анархістських і синдикалістських ідей, організувавши перші в країні профспілки. У 1920-х роках перша хвиля анархо-синдикалізму пройшла майже по всій Африці, а Південноафриканська профспілка промислових і комерційних робітників (ІКУ) навіть заснувала секцію в Північній Родезії, але на початку 1930-х років ІКУ розпалас. Тим не менш, профспілкова організація продовжувала існувати, а африканські шахтарі організували страйк у Коппербелті 1935 року проти поганих умов праці та підвищення податків. У 1940 році в Північній Родезії шахтарі знову оголосили страйк, в цей раз вони використовували свою роль у боротьбі проти нацизму у Другій світовій війні, щоб вимагати підвищення зарплат.
У середині 1990-х років анархіст та бібліотекар в Університеті Замбії(УНЗА) Хамба Кале Вілстар Чунго, почав писати серію статей у газеті "The Post", у яких критикував нову Конституцію Замбії та виступав за децентралізацію. Сам Вілстар Чунго був натхненний антиавторитаризмом свого власного племені в Південній Замбії, який він описав як «сплощену ієрархію без вождів», і припустив, що цей приклад  може сприяти поширенню руху анархізму на території Замбії. В 1998 році Вілстар Чунго та кілька молодих членів Соціалістичної групи УНЗА заснували в  Рух солідарності анархістів робітників (АВСМ), який вони вважали частиною Федерації солідарності робітників Південної Африки (ВСФ). Однак після смерті Вілстара, причиною якої була малярія, АВСМ розпався. У 2009 році колишній член AWSM Малеле Д Фірі розмірковував про нову  роль профспілок і неурядових організацій у Замбії, описуючи їх як «діалектичну протилежність» правлячій структурі, встановленій ЗАНУ-ПФ у Зімбабве.

### Зімбабве
У 1920-х роках перша хвиля анархо-синдикалізму пройшла майже по всій Африці, а Південноафриканська профспілка промислових і комерційних робітників (ІКУ) навіть заснувала секцію в Південній Родезії. ІКУ Південної Родезії розвинула ефективну сільську базу, відповідаючи на питання про права на землю політикою профспілкової схеми власності, спрямованої на створення «колективного, деколонізованого та декомодіфікованого робітничого класу та чорношкірої власності». Хоча  на початку 1930-х років ІКУ розпалася, південнородезійська секція продовжувала під назвою Реформована промислово-комерційна спілка до 1950-х років, після чого регіон було включено до Центральноафриканської федерації.
Після Громадянської війни в Родезії  активність профспілок стрімко зросла, що призвело до збільшення кількості страйків і суперечок між працівниками та працедавцями, незважаючи на бажання ЗАНУ - ПФ. Нова влада у відповідь почала розганяти страйки, придушувати активність існуючих профспілок , також вона скасувала профспілковий контроль над переговорами щодо заробітної плати та запровадила партійне призначення профспілкових чиновників.  ЗАНУ-ПФ об'єднав шість профспілок у  Конгрес профспілок Зімбабве (ЗКТУ), щоб зменшити кількість страйків і посилити вплив влади на профспілковий рух. Але до 1987 року профспілки знову почали діяти незалежно від ЗАНУ-ПФ, на що влада відповів поліцейським терором. Уряд навіть почав втрачати контроль над ЗКТУ, який дедалі більше критикував політику уряду щодо профспілкового руху , зрештою виступивши проти уряду через його неоліберальну економічну політику, корупцію та авторитаризм. ЗКТУ об'єднав різні опозиційні групи та створив Рух за демократичні зміни (МВЧ). Проте невдовзі MDC відйшли від своїх ідеїй, в основі яких був робітничий клас, та почали схилятися у бік реформізму та ліберального консерватизму, що орієнтувалися на середній клас. Розчарування в МВЧ призвело до того, що з опозиційного руху виник лібертаріанський соціалізм, а деякі зімбабвійські анархісти заснували мережу Uhuru для організації спільнот робітничого класу.
У 2016-2017 роках у Зімбабве спалахнули протести, зімбабвійські анархісти охарактеризували протестний рух як перший крок до нового суспільства, заснованого на «солідарності, рівності, демократії, свободі від усіх форм гноблення». Після військового перевороту в Зімбабве 2017 року, під час якого Еммерсон Мнангагва вихопив владу з рук Роберта Мугабе  в рамках боротьби за владу в ЗАНУ-ПФ, зімбабвійські анархісти вбачали переспективи бездержавного розвитку Зімбабве, закликаючи до побудови лібертаріанського соціалізму. Відтоді в Зімбабве виникли рухи з метою створення окремої анархічної організації, надіючись створити широкий лібертаріанський рух проти державного устрою Зімбабве.

## Анархістські організації в Африці
- Міжнародна соціалістична ліга (ПАР), 1915–1921
- Промислові робітники Африки (ПАР), 1917–1920
- Промислова соціалістична ліга (ПАР), 1918–1921
- Анархістська партія за особисті свободи в Республіці (Сенегал), 1981 р
- Ліга обізнаності (Нігерія), 1991–1999
- Анархістський революційний рух (ПАР), 1993–1995
- Федерація солідарності трудящих (Південна Африка), 1995–1999
- Анархічний рух робітничої солідарності (Замбія), 1998–1999 рр.
- Bikisha Media Collective (Південна Африка), 1999–2007
- Zabalaza Books (Південна Африка), 1999–2007
- Південноафриканський осередок Анархічного Чорного Хреста, 2002–2007
- Анархістська комуністична федерація Забалаза (Південна Африка), 2003–2007
- Wiyathi Collective (Кенія), 2004
- Анархістський комуністичний фронт Забалаза (Південна Африка), 2007–тепер
- Чорний прапор (Єгипет), 2010-ті – тепер
- Лібертаріанський соціалістичний рух (Єгипет), 2011–тепер
- Рух непокори (Туніс), 2011–тепер
- Feminist Attack (Туніс), 2011–тепер
- Horn Anarchists (Ефіопія), 2020–тепер
- Збори суданських анархістів (Судан), 2020–тепер

## Подальше читання
- «Анархізм і революційний синдикалізм у Південній Африці, 1904–1921» Люсьєн ван дер Волт
- «Військові диктатури та держави в Африці» Сема Мба та І. Е. Ігарівея, анархістська критика африканських військових диктатур.
- «Африканський анархізм: історія руху» Сема Мба та І.Є. Ігарівей Африканський анархізм: історія руху – Сем Мба та І.Є. Ігарівей